# هیتوشی سایتو
هیتوشی سایتو (انگلیسی: Hitoshi Saito؛ ۲ ژانویه ۱۹۶۱ – ۲۰ ژانویه ۲۰۱۵) جودوکار اهل ژاپن بود.
وی در مسابقات کشوری و بین‌المللی در مجموع برندهٔ ۵ مدال طلا، ۱ مدال نقره شده‌است.